# CitizenM
CitizenM est une chaîne d'hôtels néerlandaise existant depuis 2008.

## Historique
L'entreprise a été fondée par Rattan Chadha (en) et Michael Levie.
Après un premier hôtel à l'aéroport d'Amsterdam-Schiphol, la marque en a ouvert un second dans le centre d'Amsterdam en 2009, puis d'autres à l'étranger :  à Glasgow (2010), à Londres (2012), à New York et à l'aéroport de Paris-Charles-de-Gaulle (2014). En 2017, le premier hôtel en Asie ouvre à Taipei.

## Localisations
Le 24 juin 2008, le premier hôtel CitizenM a ouvert ses portes près de l'aéroport d'Amsterdam-Schiphol aux Pays-Bas.
Depuis cette date, la chaîne d'hôtel concentre ses activités autour de 33 grandes villes.
| Continent        | Hôtels                                                                    | Nombre de chambres | Date d'ouverture | Photos |
| ---------------- | ------------------------------------------------------------------------- | ------------------ | ---------------- | ------ |
| Europe           | CitizenM Amsterdam Schiphol Airport                                       | 355                | Juin 2008        |        |
| Europe           | CitizenM Amsterdam                                                        | 215                | Mai 2009         |        |
| Europe           | CitizenM Glasgow                                                          | 198                | Septembre 2010   |        |
| Europe           | CitizenM London Bankside                                                  | 192                | Juillet 2012     |        |
| Europe           | CitizenM Rotterdam                                                        | 151                | Janvier 2013     |        |
| Europe           | CitizenM Paris Charles de Gaulle (7 rue de Rome 93290 Tremblay-en-France) | 230                | Juin 2014        |        |
| Europe           | CitizenM London Tower of London                                           | 370                | Juillet 2016     |        |
| Europe           | CitizenM London Shoreditch                                                | 216                | Septembre 2016   |        |
| Europe           | CitizenM Paris La Défense (194 Jardin de l'Arche 92000 Nanterre)          | 175                | Juin 2017        |        |
| Europe           | CitizenM Paris Gare de Lyon (8 rue Van-Gogh Paris 12e)                    | 338                | Août 2017        |        |
| Europe           | CitizenM Copenhagen Radhuspladsen                                         | 238                | Décembre 2018    |        |
| Europe           | CitizenM Amsterdam Amstel                                                 | 88                 | Août 2019        |        |
| Europe           | CitizenM Zurich                                                           | 160                | Août 2019        |        |
| Europe           | CitizenM Geneva                                                           | 144                | Juin 2020        |        |
| Europe           | CitizenM Paris Champs-Élysées (128 rue La Boétie Paris 8e)                | 151                | Décembre 2020    |        |
| Europe           | CitizenM Paris Opéra (18 rue du Croissant Paris 2e)                       | 80                 | À déterminer     |        |
| Europe           | CitizenM Paris Porte Maillot (18 rue Jean-Giraudoux Paris 16e)            | 244                | 2023             |        |
| Amérique du Nord | CitizenM New York Times Square                                            | 230                | Mars 2014        |        |
| Amérique du Nord | CitizenM New York Bowery                                                  | 300                | Septembre 2018   |        |
| Amérique du Nord | CitizenM Boston North Station                                             | 272                | Août 2019        |        |
| Amérique du Nord | CitizenM Seattle South Lake Union                                         | 267                | Mai 2020         |        |
| Amérique du Nord | CitizenM Washington DC Capitol                                            | 252                | Juillet 2020     |        |
| Amérique du Nord | CitizenM Los Angeles Hollywood                                            | 216                | À déterminer     |        |
| Amérique du Nord | CitizenM Los Angeles Downtown                                             | 315                | À déterminer     |        |
| Amérique du Nord | CitizenM Seattle Pioneer Square                                           | 232                | À déterminer     |        |
| Amérique du Nord | CitizenM San Francisco Union Square                                       | 184                | À déterminer     |        |
| Amérique du Nord | CitizenM San Francisco SOMA                                               | 218                | À déterminer     |        |
| Amérique du Nord | CitizenM Miami Brickell                                                   | 252                | À déterminer     |        |
| Asie             | CitizenM Taipei North Gate                                                | 267                | Août 2017        |        |
| Asie             | CitizenM Shanghai Hongqiao                                                | 303                | Février 2019     |        |
| Asie             | CitizenM Kuala Lumpur                                                     | 210                | Juin 2019        |        |